# Silent Hill (film)
Silent Hill är en filmatisering av Konamis TV-spelsserie Silent Hill. Manuset baseras huvudsakligen på handlingen i första spelet men i det stora hela är det en blandning av de tre första spelen. Filmen släpptes 21 april 2006 i USA. År 2012 släpptes en uppföljare kallad Silent Hill: Revelation 3D.

## Handling
Rose DaSilva (Radha Mitchell) är orolig för sin adoptivdotter Sharon (Jodelle Ferland) som går i sömnen. Varje gång hon gör det yrar hon om "Silent Hill". Rose tycker detta är konstigt så hon bestämmer sig för att åka till platsen. Trots sin make Christophers (Sean Bean) varningar reser hon dit, ovetande om den lilla stadens mörka hemligheter. Ska hon finna kopplingen mellan sin dotter och staden? Väl där dröjer det inte länge förrän det börjar hända mystiska saker. Dottern försvinner spårlöst, och mörkret har tagit över staden och dess invånare.

## Om filmen
Redan 2000 försökte Christophe Gans att få rättigheterna till en filmatisering av Silent Hill men han fick inget svar. När det andra spelet släpptes försökte han igen men med samma resultat. Miramax, Paramount och Sam Raimi sökte också rättigheterna men de fick inte heller något svar. Gans insåg då att det inte var vem som frågade utan hur man frågade, och spelade in ett 37-minuters tal där han förklarade hur mycket han ville göra filmen. Detta fick Konami att ge honom filmrättigheterna.

## Rollista i urval
- Radha Mitchell - Rose DaSilva
- Sean Bean - Christopher DaSilva
- Jodelle Ferland - Sharon DaSilva/Alessa Gillespie
- Laurie Holden - Poliskonstapel Cybil Bennet
- Alice Krige - Christabella
- Kim Coates - Poliskonstapel Thomas Gucci
- Roberto Campanella - Pyramid Head
- Deborah Kara Unger - Dahlia Gillespie
- Tanya Allen - Anna
- Stephen R. Hart - Åldermannen
- Chris Britton - Adam
- Colleen Williams - Arkivist
- Michael Cota - Den Armlöse Mannen